# 江川紹子
江川 紹子（えがわ しょうこ、1958年8月4日 - ）は、日本のジャーナリスト。元神奈川新聞記者。1995年、オウム真理教の取材により菊池寛賞を受賞。2020年より神奈川大学国際日本学部特任教授を務める。

## 経歴
東京都杉並区生まれ。千葉県立船橋高等学校、早稲田大学政治経済学部卒業。大学卒業後の1982年から1987年まで神奈川新聞社の社会部記者として警察取材や連載企画などを担当。29歳で退社しフリーライターとなる。
1989年、息子がオウム真理教に出家した母親から息子の脱会について相談され、弁護士の坂本堤を紹介する。その後弁護士一家が行方不明（のち家族全員殺されて発見。坂本堤弁護士一家殺害事件）となって以来、オウム真理教問題の取材に取り組む。その存在がオウム真理教に疎まれて暗殺が計画され、未明の就寝中部屋にホスゲンガスを注入されたが、音に気づいて電灯を点けたところ実行犯たちが逃げ、噴霧された量が少なくて済んだため難を逃れた（江川紹子ホスゲン襲撃事件）。また江川は、オウムの石垣島セミナーでは信者数百人に囲まれ、新実智光から「夜道に気をつけろ」と脅かされた。1991年3月に宗教法人化された幸福の科学を取材。1992年には有田芳生との共著で統一教会に関する書籍を刊行するなど、他の新宗教に対する取材も行っている。
1995年、オウム真理教の取材に関して菊池寛賞を授与される。その後、週刊文春にオウム裁判のルポを連載。
2006年8月、麻原彰晃こと松本智津夫の四女の未成年後見人となる意向を表明した。これは教団から離れ自立したいという四女側の強い希望からであり、四女自ら江川に電子メールを送り、これを江川が承諾、翌2007年3月22日のさいたま家裁による決定を経て、正式に未成年後見人に就いた。しかし4カ月後に四女が家出し音信不通となったことから、9月、後見人辞任の許可を求める申し立てをさいたま家裁に行った。理由は、江川が後見人になって以後の四女の言動から「教祖の後継者という自覚で行動している者を支援するわけにはいかない」と説明している。2010年11月4日、元検事前田恒彦らによる大阪地検特捜部主任検事証拠改ざん事件を受けて設置された検察の在り方検討会議委員に就任。直前には村木厚子の手記をまとめた『私は泣かない、屈さない』が文藝春秋10月号に掲載され、『私は屈しない〜特捜検察と戦った女性官僚と家族の465日』としてドラマ化もされた。

## 発言・主張

### オウム真理教（現・Aleph）
2006年9月15日に地下鉄サリン事件被告・麻原彰晃の死刑判決が確定したことに関連し、読売テレビ『ウェークアップ!ぷらす』（2006年9月16日放送）およびフジテレビ『ワッツ!?ニッポン』（同日）において、被告側の弁護団が控訴趣意書を期限内に提出しなかったことが控訴審が一度も開かれないままの異例の死刑確定へと繋がった点に触れ、「弁護団が控訴趣意書の提出を拒否したのは出来る限り裁判を長期化させようとしたためであるのは明白で、自らの主義に固執したために結果的にそれが被告（麻原）の裁判を受ける権利を奪うことになったのではないか（要旨）」と弁護団の法廷戦略を厳しく断じた。また、自身のサイトにおいて、被告人の利益を損なった弁護団に対して即座に懲戒処分を下さなかった弁護士会について「被疑者・被告人の利益を守らない弁護士を放置していながら、外に向かって被告・弁護人の権利を主張しても、あまり説得力がないのではないか」と述べている。なお、2008年6月11日に「オウム被害者救済法」が成立し、同法により、被害者に対して国が見舞金を給付し、教団に対して国が損害賠償請求権を得ることになる。

### 陸山会の虚偽記載事件
小沢一郎の資金管理団体である陸山会事件において、小沢の元秘書である衆議院議員石川知裕が逮捕された際は、検察に批判的な論調を繰り返した。「沢山の記者を投入し、地道な取材を重ねていて、検察のリーク頼みのように思われるのは心外、と言いたい気持ちは分かる。しかし、そうした取材の努力が、検察側と目的を共有化する『小沢氏のクビを捕る』という方向にだけ向けられ、検察の捜査のあり方にはまったく振り向けられないことが問題なのだ。その結果、マスコミは検察の応援団としての役割を発揮した。新聞などに激しく叱責されて、民主党の議員も捜査批判をまったくしなくなった。鳩山首相も、あれだけターゲットにされた小沢氏自身まで、検察の捜査は『公正公平』などと言っている。メディアが検察批判を封じ込んだ格好だ」とマスコミを批判した。

### 政治関連
マルコポーロ事件においては、廃刊のきっかけとなった西岡昌紀の記事内容は支持しないとしながら、編集部に抗議したアメリカ合衆国のユダヤ人権団体サイモン・ウィーゼンタール・センターが文藝春秋に対して行なった広告ボイコットの手法と行動に対して「民主主義の原則を超えている」（月刊誌『創』1995年4月号（創出版））と批判し、『マルコポーロ』編集長であった花田紀凱の立場を部分的に擁護した。

### 経済関連
藻谷浩介の里山資本主義の考え方を支持している。

### 事件関連
名張毒ぶどう酒事件に関して、著書で被告（死刑確定後、2015年に死去。親族が再審請求中）の冤罪を主張している。
また小石川事件についても、冤罪の可能性を指摘している。2018年4月26日に開催された市民集会「小石川えん罪事件の真相を開く会」で講師を務めたほか、支援会ニュースレターに寄稿し、「有罪の根拠とされた自白や指紋の不自然さ、DNA鑑定結果の矛盾などから、徹底的な証拠開示が必要な事件である」との見解を示している。布川事件との類似性にも言及し、捜査側による誘導的自白の構造を問題視した。
福祉介護業であるコムスンの介護報酬不正請求事件及びそれに関する厚生労働省の処分に関連して、コムスンの親会社グッドウィル・グループが人材派遣業を展開している点にも触れ、派遣労働に従事する若者の劣悪な労働環境・条件の実情にも言及し、コムスン及びグッドウィル・グループの企業としての姿勢を「悪い表現だが、高齢者や若者を食い物にしている」と厳しく批判した。

## 人物
インターネット上に「江川紹子ジャーナル」を開設し、オウム問題のみならず、国際情勢や国内の様々な問題について論評している。吉田豪によれば、楽しみにしていた企画がボツになった場合にあきらめ切れずに駄々をこねて不貞腐れて泣いてしまうなど、自身の感情に率直な一面があるらしく、「萌え熟女」であると評している。
死刑制度に賛成、別件逮捕を許容、取り調べの可視化には賛成、裁判員制度には批判的な立場をとっている。

## 出演

### テレビ
- 少年少女プロジェクト特集 ききたい!10代の言い分（NHK教育テレビ）
- やじうまプラス（テレビ朝日） - 木曜コメンテーター
- ウエークアップぷらす（よみうりテレビ）
- サンデーモーニング（TBS） - 隔週コメンテーター
- 吉田照美 ソコダイジナトコ（文化放送） - 金曜コメンテーター
- バイキング（フジテレビ系）：金曜不定期コメンテーター

### ネット番組
- ポリタスTV（YouTube）

## 著作

### 単著
- 『冤罪の構図 「やったのはおまえだ」』社会思想社（1991年3月） のち現代教養文庫、新風舎文庫
- 『救世主の野望 オウム真理教を追って』教育史料出版会（1991年3月）
- 『横浜・弁護士一家拉致事件 ヒューマン・リポート』新日本出版社（1992年4月）
- 『大火砕流に消ゆ』文藝春秋（1992年11月）
- 『六人目の犠牲者 名張毒ブドウ酒殺人事件』文芸春秋（1994年4月） のち新風舎文庫、岩波現代文庫
- 『「オウム真理教」追跡2200日』文藝春秋、1995年7月30日。
- 『「オウム真理教」裁判傍聴記 1-2』文藝春秋（1996年 - 1997年）
- 『全真相坂本弁護士一家拉致・殺害事件』文藝春秋（1997年4月）
- 『魂の虜囚 オウム事件はなぜ起きたか』中央公論新社（2000年8月） のち『オウム事件はなぜ起きたか 魂の虜囚 （上・下）』新風舎文庫（ISBN 428950132X, ISBN 4289501338）
- 『私たちも不登校だった』文春新書（2001年10月） ISBN 4-16-660203-9
- 『人を助ける仕事 「生きがい」を見つめた37人の記録』小学館文庫（2004年4月）
- 『父と娘の肖像』小学館文庫（2006年3月） ISBN 4-09-405533-9
- 『勇気ってなんだろう』岩波ジュニア新書（2010年1月） ISBN 4-00-500639-6
- 『もか吉、ボランティア犬になる。  家族の愛犬から、地域へ』集英社インターナショナル 2015
- 『「カルト」はすぐ隣にーオウムに引き寄せられた若者たち』岩波ジュニア新書（2019年6月）ISBN 978-4-00-500896-4

### 共編著
- 『桜田淳子と統一教会のウソ』（有田芳生共著）アイペックプレス（1992年10月)
- 『証言10代 もっと言いたい!私たちのこと』（NHK「少年少女プロジェクト」共編）日本放送出版協会（1998年11月）
- 『学校を変えよう! 』（NHK「少年少女プロジェクト」共編著） 日本放送出版協会（1999年6月）
- 『生きる力を育むために 15の知恵』（編著）時事通信社（2003年2月）
- 『イラクからの報告 戦時下の生活と恐怖』（森住卓共著）小学館文庫（2003年3月） ISBN 4-09-405531-2
- 『きびしい時代を生きぬく力』（香山リカ共著） 岩波ブックレット（2011年2月）
- 『特捜検察は必要か』（編）岩波書店（2011年3月）
- 『ジャーナリズムの〈いま〉を問う 早稲田ジャーナリズム大賞パネルディスカッションより』早稲田大学広報室編 佐野眞一,後藤謙次,深川由起子,八巻和彦共著　早稲田大学出版部　早稲田大学ブックレット 「震災後」に考える 2012
- 『私は負けない 「郵便不正事件」はこうして作られた』村木厚子（聞き手・構成）中央公論新社　2013
- 『「歴史認識」とは何か 対立の構図を超えて』大沼保昭（聞き手）中公新書　2015

### 翻訳
- アスネ・セイエルスタッド『カブールの本屋 アフガニスタンのある家族の物語』 イーストプレス（2005年7月）